# Sĩ Tiếp
Sĩ Tiếp (tiếng Trung: 士燮, ? – 574 TCN), họ Kỳ, thị Sĩ, còn gọi là Phạm Tiếp (范燮), là tông chủ thứ hai của Phạm thị, một trong Lục khanh nước Tấn thời Xuân Thu trong lịch sử Trung Quốc.

## Cuộc đời
Năm 592 TCN, Tấn Cảnh công cử Khước Khắc, Loan Kinh đi sứ nước Tề. Tề Khoảnh công vì lấy lòng mẹ là Tiêu Đồng Thúc Tử, thấy Khước Khắc bị què, bèn cho người què đi tiếp Khắc, lại để phụ nữ trong hậu cung đứng sau màn cười nhạo. Khước Khắc nổi giận bỏ về nước, xin Tấn Cảnh công cất quân trả thù, nhưng Cảnh công không đồng ý. Sĩ Hội khi đó đã già, bèn tìm cớ cáo lão, để Khước Khắc trở thành Trung quân tướng, cho con trai Sĩ Tiếp làm Trung quân tá.
Sĩ Hội khi đó căn dặn Sĩ Tiếp rằng: Tiếp à! Ta thường nghe, chọc giận người khác lấy làm vui, người không làm thì ít, kẻ vi phạm rất nhiều. Thi có viết: "Quân tử nổi giận, loạn sẽ mau ngăn, quân tử hạnh phúc, loạn sẽ mau dứt." Niềm vui, cơn giận của kẻ quân tử vốn dùng để ngăn họa loạn. Nếu không ngăn lại, chắc chắn sẽ xảy ra tai họa. Khước Tử có lẽ muốn làm nước Tề chịu cảnh loạn lạc? Nhưng, ta sợ ông ấy lại đem cơn giận phát tiết ở trong nước [Tấn]. Ta chuẩn bị cáo lão, để Khước Tử thỏa mãn chí hướng, để ông ấy không gây họa. [Hy vọng] ngươi [ở trong triều] tôn kính các Khanh.
Năm 589 TCN, Sĩ Tiếp được bổ nhiệm làm Thượng quân tướng, theo Trung quân tướng Khước Khắc, Hạ quân tướng Loan Thư, Trung quân tư mã Hàn Quyết đem quân cứu Lỗ, đánh bại quân Tề ở đất An, buộc Tề Khoảng công phải cải trang đào tẩu, báo mối thù năm xưa. Đại quân khải hoàn về Thao Đô, Thượng quân của Sĩ Tiếp đến cuối cùng mới vào thành, để Trung quân đi trước. Sĩ Hội hỏi vì sao. Tiếp đáp rằng: Công lao của quân ta là nhờ tài thống soái của Khước Tử. Nếu con vào thành trước, chắc chắn sẽ khiến quốc nhân cho là tiếp thu vinh dự thay cho chủ tướng vậy. Con không dám làm thế. Sĩ Hội khen: Ta biết ngươi hiểu né tránh tai họa. Sau đó Sĩ Hội qua đời, Sĩ Tiếp lên làm tông chủ.
Năm 585 TCN, lệnh doãn Tử Trọng nước Sở dẫn quân đánh nước Trịnh. Cảnh công phái Trung quân tướng Loan Thư cứu Trịnh. Quân Sở rút lui, Loan Thư thừa cơ đánh nước Thái. Sở phái công tử Thân, công tử Thành đem quân ở Thân, Tức đến cứu Thái. Hai quân giằng co ở Tang Toại. Hạ quân tá Triệu Đồng, Tân trung quân tá Triệu Quát xin Loan Thư xuất quân. Loan Thư lúc đầu định đáp ứng, nhưng Trung quân tá Tuân Thủ, Thượng quân tướng Sĩ Tiếp, Trung quân tướng Hàn Quyết kịch liệt phản đối, bèn rút quân về.
Năm 583 TCN, Triệu Trang Cơ, Loan Thư, Khước Kỹ vu cáo Triệu Đồng, Triệu Quát mưu phản. Tấn Cảnh công bèn diệt tộc họ Triệu, thu hồi đất phong. Hàn Quyết vì báo đáp Triệu Thôi, bèn đề nghị Cảnh công ban lại đất Triệu cho con của Triệu Sóc là Triệu Vũ. Sĩ Tiếp hiểu rõ đầu đuôi sự kiện, bèn chúc phúc cho Triệu Vũ.
Năm 580 TCN, Sĩ Tiếp nghe theo lời du thuyết của đại phu nước Tống Hoa Nguyên, thuyết phục Tấn Lệ công cùng nước Sở giảng hòa. Năm 579, Sĩ Tiếp đến đất Tống, cùng sứ giả nước Sở là công tử Thôi, Hứa Yển hội minh, ký hiệp ước ngưng chiến. Tuy nhiên, do Tấn, Sở có thâm thù từ lâu, nên hiệp ước khó mà hòa giải được. 5 năm sau, Sở Cung vương xé bỏ hiệp ước, tấn công Tấn, dẫn đến trận Yên Lăng.
Năm 575 TCN, quân Tấn đại phá quân Sở ở Yên Lăng. Sĩ Tiếp nhận thấy Tấn Lệ công sau khi giành chiến thắng lại tỏ ra tư mãn, đoán được tương lai quốc gia chắc chắn sẽ bị rung chuyển. Sĩ Tiếp không nghĩ ra được biện pháp ngăn chặn, lại không muốn nhìn thấy thảm cảnh tương lai, bèn tự nguyền rủa bản thân nhanh chết.
Năm 574 TCN, Sĩ Tiếp qua đời. Vị trí gia chủ giao cho con trai Sĩ Cái. Em trai của Tiếp là Sĩ Phường đảm nhiệm chức Tân quân tướng. Năm sau (573 TCN), Lệ công giết chết các đại phu Khước Kỹ, Khước Thù, Khước Chí, giam giữ Loan Thư, Trung Hàng Yển, cuối cùng bị hai người giết chết. Quyền lực nước Tấn sau đó bị chia cắt bởi các khanh đại phu và dần dần bị suy yếu do mâu thuẫn nội bộ.